# Richard Johnson (Jurist)
Richard Parnell Fitzgibbon Johnson (* 27. Oktober 1937 in Blennerville, County Kerry, Irland; † 4. August 2019 in Dublin) war ein irischer Richter und früherer Rechtsanwalt (Barrister).

## Biografie
Johnson studierte Rechtswissenschaften am University College Dublin, wurde am King’s Inns zum Barrister (Prozessanwalt) ausgebildet und 1960 zur Rechtsanwaltschaft zugelassen. 1977 wurde er Senior Counsel.
1987 wurde er zum Richter am High Court ernannt. Als Nachfolger von Joseph Finnegan wurde er am 22. November 2006 Präsident des High Courts und damit zugleich ex officio-Richter am Supreme Court.
Im Oktober 2009 trat er in den Ruhestand.

## Privates
Richard Johnson war seit 1969 mit Nuala verheiratet, mit der er vier Kinder hatte. 